# Olla de Bellvis
La Olla de Bellvis (denominadas modernamente olla CBC de Camilo Bellvis Calatayud) es una olla express doméstica cuya patente española, registrada en 1919, fue la primera del mundo. La olla a presión fue patentada por el zaragozano José Álix Martínez y posteriormente cedida a Camilo Bellvis Calatayud. Sus características novedosas eran la portabilidad, las versiones anteriores eran ollas que difícilmente podían existir en una cocina doméstica por su peso y dimensión.

## Historia
En 1679 el físico francés Denis Papin  diseña un digestor a vapor con el objeto de mejorar el rendimiento de ciertos procesos dentro de la industria cárnica. Las patentes estadounidenses en 1902 sobre las primeras ollas a presión se consideran «pucheros de conservación» empleado en la elaboración de conservas. Las ollas a presión eran de gran tamaño, generalmente fijas al suelo, y se piensan como servicio para grandes comedores. En el año 1919 el zaragozano José Álix Martinez presenta un diseño innovador de olla a presión portable, y de reducidas dimensiones. El mismo José Állí la define como: «Olla Express». Esta nueva olla a presión se convierte por primera vez en un objeto doméstico. Desde el prototipo realizado en 1917 va mejorando el diseño en sucesivas etapas. La comercialización se realiza personalmente por José y la venta de la olla se ve acompañada de un folletín de 360 recetas elaboradas por él mismo. La patente es cedida en 1925 al valenciano Camilo Bellvis Calatayud (1888 - 1960), Bellvis Calatayud patenta el invento, de nuevo, como olla express. Tras muchos años, en la primavera de 2009 el Tribunal Superior de Justicia de Aragón dicta sentencia que el verdadero inventor es José Álix. No obstante la Olla de Bellvis contabiliza tres millones de unidades vendidas antes de desaparecer a mediados de los años ochenta.   
En 1938 el alemán Alfred Vischler presenta en Nueva York la primera olla a presión norteamericana auténticamente doméstica denominada "Flex-Seal Speed Cooker". En esa época los modelos de la Olla de Bellvis presentaban una funcionalidad y unas prestaciones de presión superiores a las de A. Vischler, pudiendo alcanzar hasta las dos atmósferas de presión. La producción de Bellvis se circunscribe a Aragón y Cataluña, sus ventas se resienten cuando en 1965 entran en el mercado otros modelos españoles. Bellvis crea la empresa CBC (de su fundador Camilo Bellvis Calatayud) en 1915 y se dedica a la producción de válvulas de cierre y precisión. Ollas de gran tamaño se emplearon por las tropas españolas en las campañas españolas en Marruecos. La compañía existe en la actualidad. Se hizo famoso el libro adaptado del escrito por José Álix y que se titula «360 fórmulas de cocina Para guisar con la "olla expres"» que el propio Camilo Bellvis Calatayud publica su primera edición en Zaragoza, 1924

## Características
El hermetismo del cierre se hacía con una pieza de cartón que el uso de la olla acababa por consolidar hasta proporcionar características de presión cercanas a las dos atmósferas y media en su interior. Este cierre característico de las ollas Bellvis tuvo algunos emuladores en la industria, un caso es el de la patente francesa SEB de Magefesa. Se solían vender con hornillos específicos que permitían ahorrar energía. Desde 1933 se construyeron ollas esmaltadas y en 1968 ya se confeccionaban de acero inoxidable.